# Rania de Jordania
Rania de Jordania, nacida Rania Al-Yassin (en árabe, رانيا العبدالله; Kuwait, 31 de agosto de 1970), es la reina consorte de Jordania por su matrimonio con el rey Abdalá II.

## Biografía

### Primeros años
Rania Al-Yassin nació en Ciudad de Kuwait, Kuwait el 31 de agosto de 1970, siendo hija de padres palestinos de Tulkarem. Su padre, Faisal (1934-2022) fue médico y es la segunda de tres hermanos. Asistió a las escuelas primaria y secundaria New English School en Kuwait. Obtuvo el título en Administración en la American University en El Cairo. Después de su graduación en 1991, trabajó en Citigroup y para la compañía Apple en la capital de Jordania, Amán.

### Matrimonio y descendencia
Conoció a Abdalá bin Al Hussein en agosto de 1992. Seis meses después, anunciaron su relación. Se casaron el 10 de junio de 1993 en el Palacio de Zahran. El matrimonio tiene cuatro hijos:
- Hussein (n. 28 de junio de 1994).
- Iman (n. 27 de septiembre de 1996).
- Salma (n. 26 de septiembre de 2000).
- Hashem (n. 30 de enero de 2005).

## Reina de Jordania

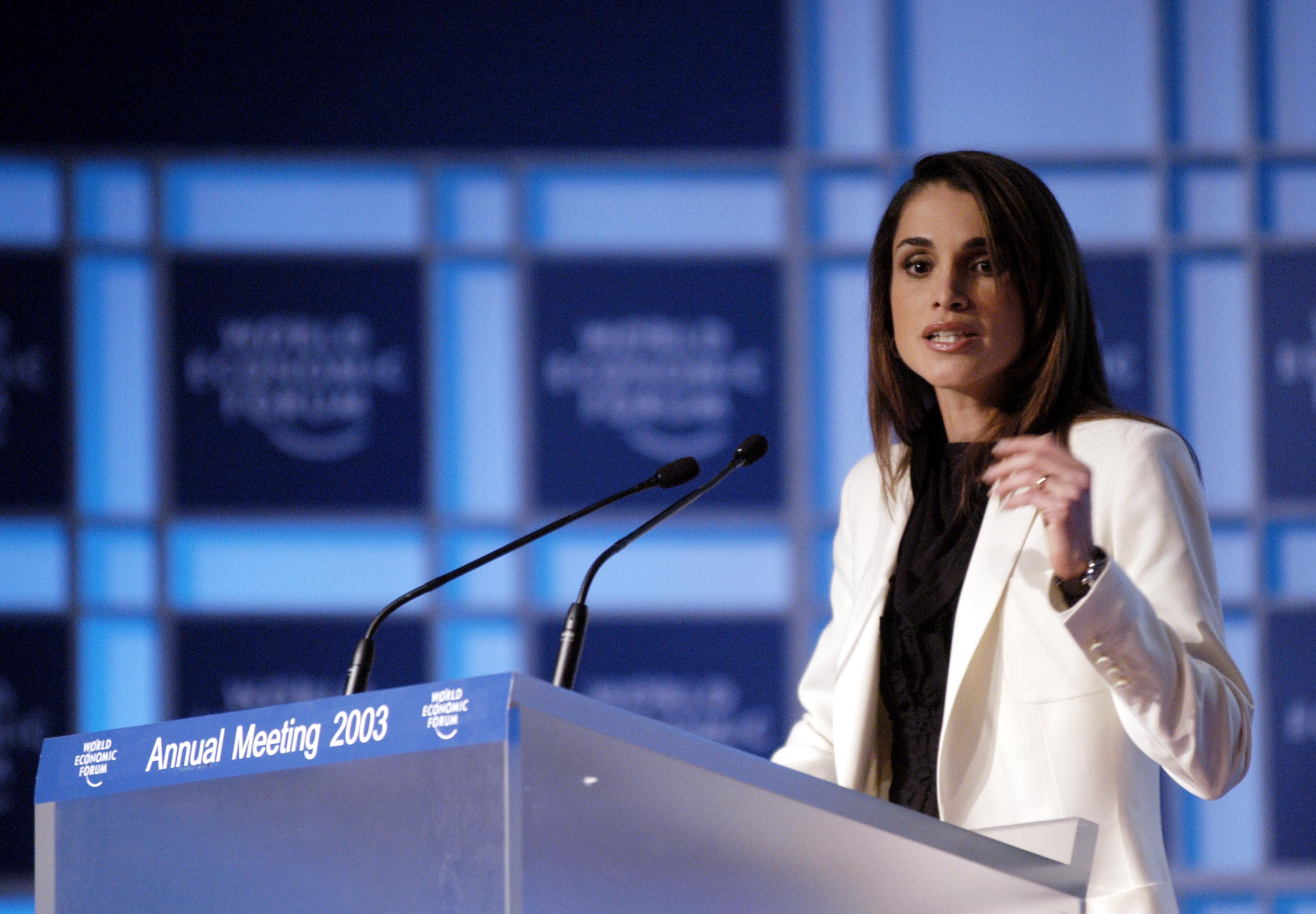
La reina Rania en la Cumbre de Davos en 2003.

Aunque su esposo se convirtió en rey el 7 de febrero de 1999, Rania no se convirtió en reina inmediatamente. Fue proclamada reina por su esposo el 22 de marzo del mismo año. Sin esa proclamación, habría ostentado el título de princesa consorte, al igual que Muna Al-Hussein, su suegra y segunda esposa del rey Huséin I.
Rania ha lanzado y defendido varias iniciativas en el campo de la educación y el aprendizaje. En julio de 2005, en asociación con el Ministerio de Educación, los reyes lanzaron un premio anual para maestros, el Premio Reina Rania a la excelencia en la educación.
Recibió de su esposo el rango honorario de coronel de las Fuerzas Armadas de Jordania el 9 de junio de 2004. En 2005 fue nombrada la tercera mujer más bella del mundo por la revista Harpers and Queen (que desde noviembre de 2005 es conocida como Harper's Bazaar). Además, fue la reina más joven del mundo en el momento en que coronaron a su esposo.[cita requerida]
Rania ha realizado muchas apariciones públicas, incluyendo su entrevista para la televisión en el programa de Oprah Winfrey el 17 de mayo de 2006, donde habló sobre las ideas equivocadas sobre el Islam y el rol de la mujer en esa religión. En mayo de 2000, fue nombrada miembro honorario de la clase del 2000 de la Academia Deerfield, la escuela secundaria en la que estudió su esposo. También se encuentra en la lista de las 100 mujeres más poderosas del mundo según Forbes.

## Actividades
Rania desempeña una serie de actividades basadas en los derechos de la mujer y de los niños y representa a Jordania en visitas oficiales y eventos fuera del país.
La Reina es patrona de las siguientes organizaciones alrededor del mundo:
- Global Alliance for Vaccines and Immunisation
- Jordan River Foundation
- Arab Women's Summit
- Arab Academy for Banking and Financial Sciences (AABFS)
- Jordan Cancer Society
- National Team for Family Safety
- National Team for Early Development
- Child Safety Program and Dar Al-Amman
- World Economic Forum
- UN Children's Fund
- The Vaccine Fund
- International Youth Foundation
- FINCA International
- International Osteoporosis Foundation

## Títulos y tratamientos
| ● 31 de agosto de 1970-10 de junio de 1993: | Señorita Rania Al-Yassin                                 |
| ● 10 de junio de 1993-7 de febrero de 1999: | Su alteza real la princesa Rania Al-Abdullah de Jordania |
| ● 7 de febrero de 1999-presente:            | Su majestad la reina de Jordania                         |

## Distinciones honoríficas

### Distinciones honoríficas jordanas
- Dama gran collar de la Orden de Hussein ibn Ali (09/06/1999).[8]
- Dama gran cordón con brillantes de la Suprema Orden del Renacimiento (06/03/2024).[9]

### Distinciones honoríficas extranjeras
- Dama gran cruz de la Real Orden de Isabel la Católica (Reino de España, 18/10/1999).[10]
- Miembro de primera clase de la Orden de al-Khalifa (Estado de Baréin, 04/11/1999).
- Dama gran cordón de la Orden de la Preciosa Corona (Estado de Japón, 30/11/1999).[8]
- Dama gran cruz de la Orden de San Olaf (Reino de Noruega, 04/04/2000).
- Gran Decoración de Honor en Oro con Fajín de la Orden al Mérito de la República de Austria (República de Austria, 26/11/2001).
- Dama gran cruz clase especial de la Orden del Mérito de la República Federal de Alemania (República Federal de Alemania, 21/10/2002).
- Dama de la Orden de los Serafines (Reino de Suecia, 07/10/2003).
- Dama gran cruz de la Real Orden de Carlos III (Reino de España, 21/04/2006).[11]
- Dama gran cruz de la Orden del León Neerlandés (Reino de los Países Bajos, 30/10/2006).[12]
- Dama gran cruz de la Orden del Infante Don Enrique (República Portuguesa, 05/03/2008).[13]
- Dama de primera clase de la Orden de la Familia Real de Brunéi (Sultanato de Brunéi, DK, 13/05/2008).
- Dama gran cruz de la Orden de Santiago de la Espada (República Portuguesa, 16/03/2009).[13]
- Dama gran cruz de la Orden al Mérito de la República Italiana (República Italiana, 19/10/2009).[14]
- Dama gran cordón de la Orden de Leopoldo (Reino de Bélgica, 18/05/2016).[15]

| Predecesor: Elizabeth Najeeb Halaby | Reina consorte de Jordania 22 de marzo de 1999-presente | Sucesor: En el cargo |